# Picciola
Picciola est un roman publié en 1836 par Joseph-Xavier Boniface, sous le pseudonyme de Saintine. 
Dès sa parution, l'ouvrage a connu un immense succès de librairie et a été constamment réédité, tant au cours du XIXe siècle que du XXe siècle et du XXIe siècle,. En 2017, WorldCat identifie 275 éditions en français et 139 en anglais. Certaines éditions anciennes sont agrémentées de 125 illustrations. Outre une traduction anglaise parue peu après la première édition française, l'ouvrage a été traduit en allemand, danois, espagnol, italien, néerlandais, portugais et tchèque.

## Résumé
Le livre raconte l'histoire du comte de Charney, un ancien militaire qui a perdu toute sa confiance en l'homme et qui a été emprisonné pour avoir conspiré contre Napoléon Ier. Un jour, Charney découvre une plante qui pousse entre deux pavés de sa cellule. Cette plante devient pour lui une distraction, puis une obsession, ensuite une passion et finalement elle devient un symbole de la vie et de l'amour. À travers le développement physiologique de la plante qu'il nomme Picciola, il réapprend à aimer et à apprécier la beauté à travers ce véritable exemple de l'évolution de la nature. L'image d'une faible fleur qui pousse et qui survit à l'aide des soins de Charney, dans un lieu si sinistre qu'une prison, est une image de la force de la nature et de sa persistance. Charney suit l'exemple de la fleur et cherche à enrichir son esprit et son âme au milieu des murs qui l'enferment. 
Un résumé détaillé complémentaire est disponible sur Wikisource avec ce compte rendu.

## Personnages
- Le comte Charles Véramont de Charney ;
- Ludovic, le geôlier ;
- Girhardi, autre prisonnier ;
- Teresa, fille de Girhardi ;
- Picciola, la fleur ;
- Napoléon 1er ;
- Joséphine.